# آبرو خیابان

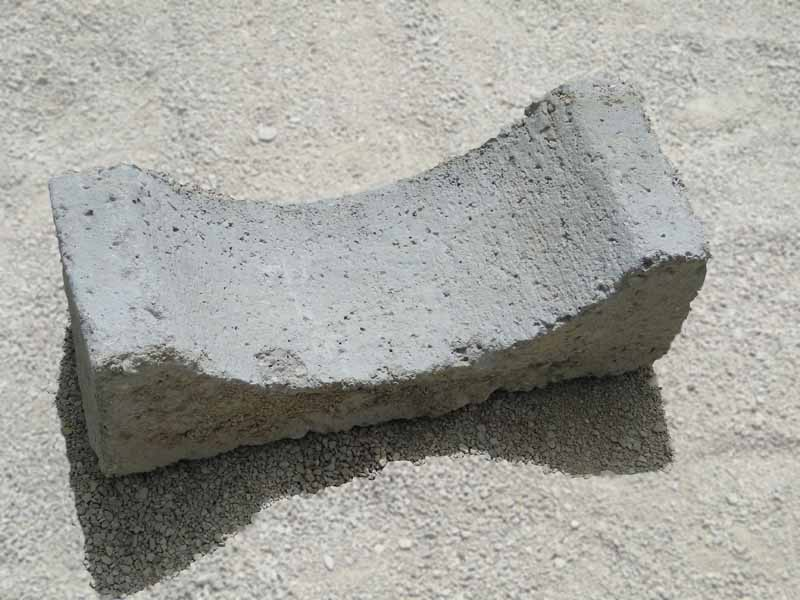
نمونه قطعه بتنی پیش ساخته مورد استفاده در ساخت آبرو خیابان.

آبرو خیابان (به انگلیسی: Street gutter) یا کانیوو (به فرانسوی: Caniveau) یا به عامیانه جوب یک گودی ممتد در راستای موازی راه است که برای جمع آوری آب جریان یافته باران در سرتاسر خیابان و انتقال آن به کانال‌های دفع آب‌های سطحی طراحی می‌گردد. در خیابان‌هایی که دارای لبه سنگی هستند آبرو به سادگی از تلاقی سطح راه و وجه قائم پیاده رو تشکیل می‌گردد. ولی در غیر اینصورت، یک سطح آبرو بتنی مجزا می‌بایست ایجاد گردد.
آبروهای خیابانی موجب هدایت و کاستن آب اضافی جمع شده بر روی خیابان می‌شود و برای عابرین امکان عبور بدون نیاز به گذر کردن از چالاب‌ها را فراهم می‌کند و از اینرو خطر سر خوردن را تقلیل می‌دهد.

بسته به مقررات محلی، آبروها معمولاً به درون کانال‌های دفع آب‌های سطحی تخلیه می‌شوند که تخلیه نهایی آن‌ها به منظور گرفته شدن برخی از آلودگی‌های آن از طریق رسوب، بدرون یک حوضچه آرامش اتفاق می‌افتد یا اینکه به درون یک حجمی از آب وارد می‌گردد.
تمامی خیابان‌ها دارای آبرو نیستند و درحقیقت آبروها بیشتر در نواحی از شهر که دارای ترافیک عابر پیاده بالایی هستند یافت می‌شوند. در قرن‌های گذشته، وقتی خیابان‌های شهری لزوماً دارای شبکه دفع فاضلاب نبودند، آبروها به اندازه کافی عمیق‌تر اجرا می‌شدند تا بتوانند سرویس دهی مناسبی داشته باشند.

—

## ساخت آبرو خیابان
برای ایجاد آبروهای خیابان عموماً از قطعات بتن پیش ساخته و در پاره‌ای موارد با توجه به شرایط کار از بتن درجا استفاده می‌شود. با توجه به ارتفاع کم جداول بتنی، عموماً این جداول بدون آرماتور بوده و چنانچه ارتفاع کارگذاری جدول زیاد و رانش خاک قابل توجه باشد، باید از جداول بتن مسلح استفاده نمود. برای جمع آوری آبهای سطحی راههای ارتباطی و خیابان‌ها می توان از کانیو و با مقاطع V شکل یا نیم دایره از بتن پیش ساخته یا درجا استفاده نمود. چنانچه از جدول گذاری به صورت سرپوشیده به منظور جمع آوری آب‌های سطحی استفاده شود، باید در فواصل معین و بر اساس نقشه‌های اجرایی، دریچه‌های تخلیه و جمع آوری آبهای حاصل از شستشوی خیابان و آب‌های باران به صورت دریچه‌های افقی، عمودی یا ترکیبی از این دو پیش‌بینی کرد. نوع مصالح، نحوه ساخت، اجرا و نگهداری بتن جداول، باید بر اساس مندرجات آیین نامه‌های معتبر و دستورهای دستگاه نظارت صورت گیرد.

بارش باران بخصوص در برخی فصول باعث خوشحالی مردم بویژه کشاورزان، و موجب لطافت و تمیزی هوا می‌گردد. در عین حال، در برخی موارد به دلیل نبود مجاری مناسب برای جمع آوری و هدایت آب باران، بارندگی در سطح شهر موجب ایجاد مناظری نازیبا می‌گردد که می‌بایست اقداماتی پیشگیرانه را اتخاذ نمود تا با هدایت آبهای سطحی از بروز چنین وقایعی جلوگیری گردد.

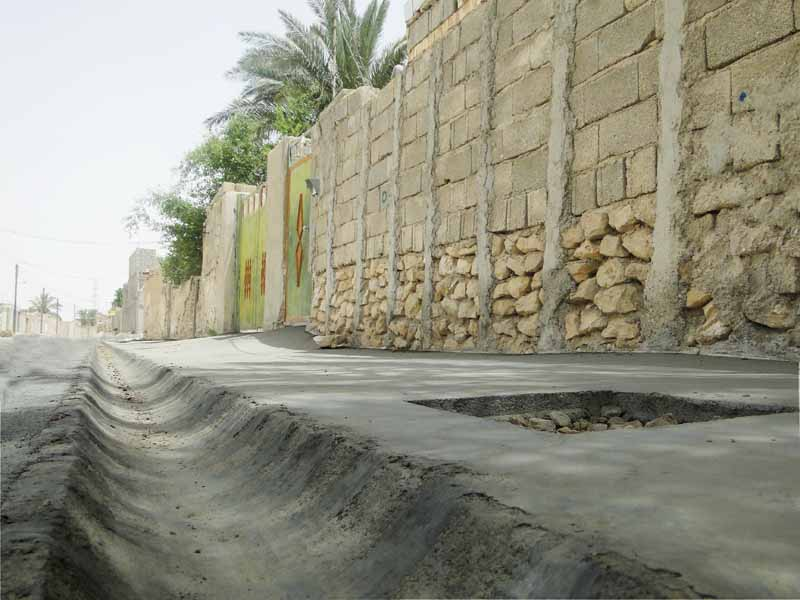
نمونه اجرای آبرو خیابان در پروژه دفع آب‌های سطحی روستای دویره، از توابع شهر بوشهر در ایران.